# Vereinte Dienstleistungsgewerkschaft
Le Vereinte Dienstleistungsgewerkschaft (Ver.di), littéralement « syndicat unifié des services ») est un syndicat allemand.
Il comptait plus de 2,4 millions de membres en 2005 ce qui en faisait le premier syndicat allemand et, selon la présentation officielle, le « plus grand syndicat du monde libre ». En 2015, il compte cependant moins de participants que le syndicat IG Metall, devenant ainsi le deuxième plus grand d'Allemagne.
Ver.di est membre de la Deutscher Gewerkschaftsbund (DGB). Au niveau international Ver.di est affilié à UNI global union et à la Fédération internationale des ouvriers du transport.
Ver.di est dirigé par Frank Bsirske de 2001 à 2019, puis par Frank Werneke.

## Origine
Ver.di a été créé en 2001 par la fusion de cinq organisations syndicales du secteur des services (ÖTV, DPG, HBV, IG Medien et DAG). Cette fusion a représenté une rupture d'autant plus importante dans le paysage syndical allemand qu'elle faisait rentrer dans le giron de la Deutscher Gewerkschaftsbund (Confédération allemande des syndicats) le seul syndicat important qui n'en était pas membre, la DAG.